# Batalla de El Caney
La batalla de El Caney se libró el 1 de julio de 1898 durante la Guerra hispano-estadounidense. 500 soldados españoles contuvieron durante doce horas, hasta agotar municiones, a la 5ª División estadounidense de Henry W. Lawton, formada por 6899 hombres. Esta acción impidió el avance estadounidense a las colinas de San Juan como se había pedido al general William Rufus Shafter.

## Antecedentes
En El Caney, Santiago de Cuba, 500 soldados españoles mandados por el general Joaquín Vara de Rey se encargaban de proteger el flanco noroeste de Santiago contra una invasión. Estaban equipadas con el fusil Mauser Modelo 1893, superior a los fusiles Springfield estadounidenses.
Las tropas estadounidenses, que habían desembarcado en la costa del Oriente, sitian desde primeras horas de la mañana el pueblo de El Caney, situado a 7 kilómetros de Santiago. Cruce de caminos, el enclave defensivo estaba formado por un pequeño fuerte conocido como El Viso, seis blocaos, una avanzadilla de parapetos, la iglesia y una plaza rectangular alrededor de la cual se distribuían las casas de la población civil. El fuerte de El Viso, frente a la Loma de San Juan, se consideraba esencial para la defensa de Santiago.

"...En El Caney, situé el día 25 al General Vara de Rey con tres compañías de Constitución y otra de guerrillas a pie, más los 100 hombres de la guarnición del poblado, encargándole que se construyeran atrincheramientos..."
Informe del General Linares.

## Plan de asalto

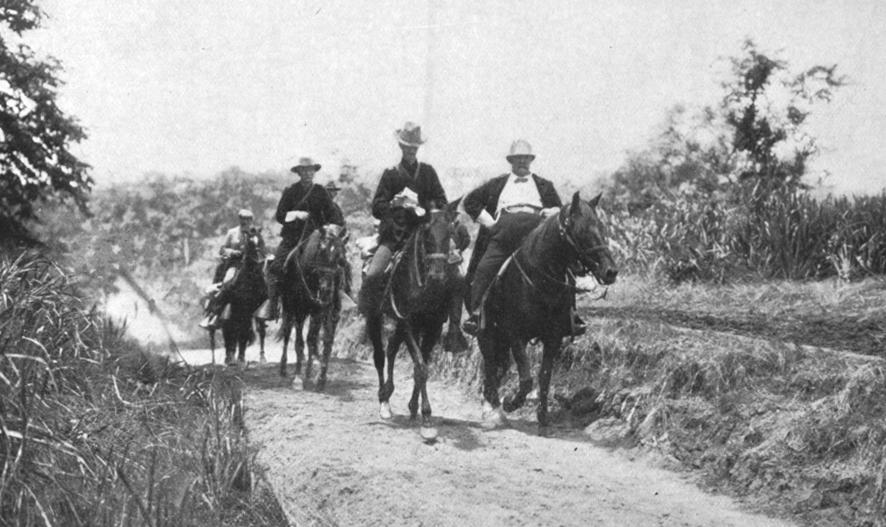
Rufus Shafter con su lugarteniente Miley

El general Shafter, Jefe del 5º ejército Expedicionario, había dispuesto que la 2ª División mandada por el general Henry W Lawton tomase El Caney con rapidez y volviese hacia la loma de San Juan para ayudar al resto del 5º ejército y luego dirigirse hacia Santiago.
Lawton disponía de cuatro brigadas y una batería de artillería con un total de 6653 hombres. Vara de Rey solo contaba con 550 hombres en total, 519 de ellos en el fuerte de El Viso.
Habida cuenta de tal desproporción, Lawton creía que los españoles se retirarían sin oponer resistencia. Con ese ataque se intentaba evitar que las fuerzas españolas pudieran hostigar los flancos estadounidenses durante su ataque a las Lomas de San Juan. 

"...Tropas yankis siguen su avance... El Caney es todo montañoso. Está atravesado de E a O por Sierra Maestra y Gran Piedra... Muchos riachuelos. Los más importantes son Aguadores y Baconao... Caney y Cristo son centros urbanos, Guaniniun, Demajayabo, Paz de los Naranjos, Zacatecas, Sevilla, Barajaguas, Lagunas, Dos Bocas, Reunión de las Yaguas, Dajao, Juan Angola, Manantuaba son zonas rurales. La cabecera es San Luis de El Caney, con 1500 habitantes (en El Caney atacaron 5000/6000 soldados usa) (Insurrección aumenta en Dpto. Oriental "por innoble proceder de yankis de entregar armas a los rebeldes")..."
El Nacional de Cuba, 3 de julio de 1898.

Al mismo tiempo, para crear más dificultades al mando español, se llevaría a cabo un ataque de diversión sobre el río Aguadores para evitar que el general Linares pudiera acudir en socorro de las Lomas de San Juan y de El Caney con las unidades existentes en la zona.

## Orden de batalla

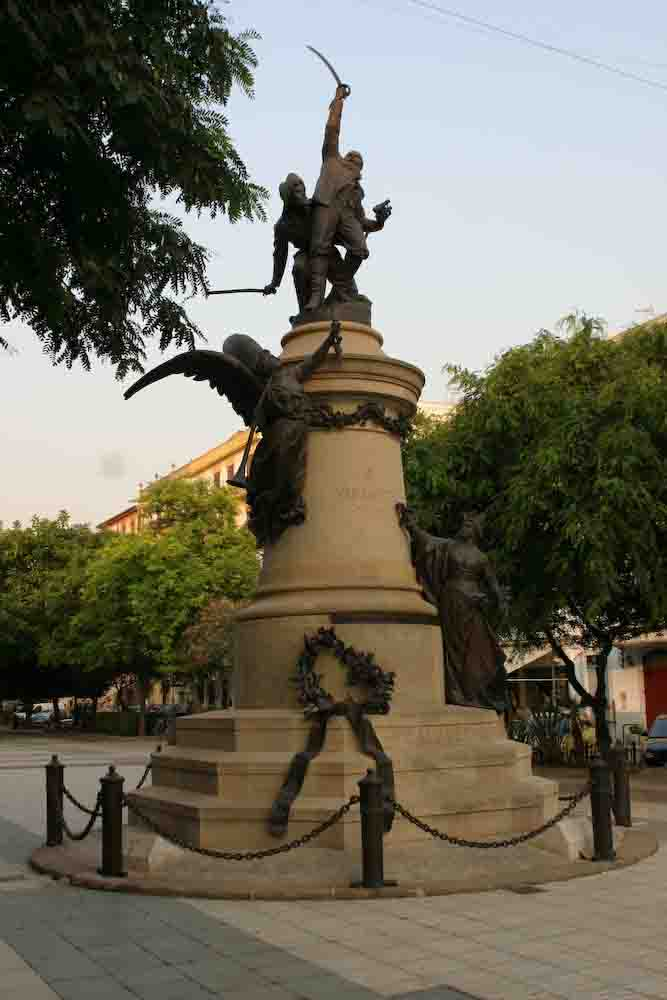
Monumento a Vara de Rey en Ibiza.

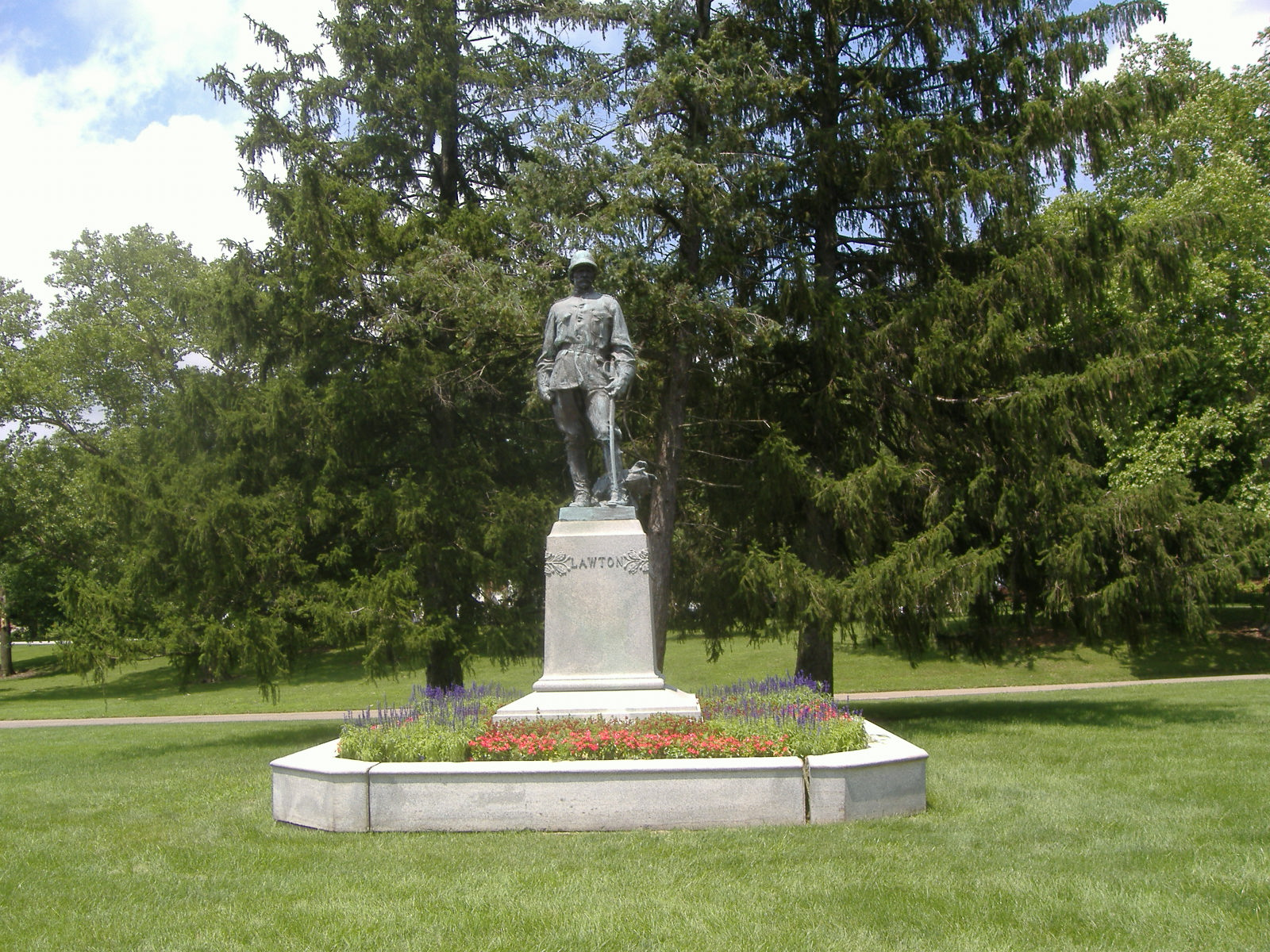
Estatua de Henry W. Lawton en Indianápolis.

Destacamento español al mando del general Joaquín Vara de Rey y Rubio
- Regimiento de Infantería "La Constitución" n.º 29: 3 Compañías con 419 hombres.
- 1 Compañía de guerrillas.
- Regimiento de Cuba: 40 hombres
- Movilizados: 50 hombres civiles de El Caney
- 2 cañones de montaña Krupp de 75 mm.[2]
- Total: 550 hombres.

2ª División estadounidense al mando del General de brigada Henry W. Lawton, formada por:
- I Brigada del general de brigada W. Ludlow, formada por los siguientes regimientos con un total de 2324 hombres.
  - 8º de Infantería.
  - 22º de Infantería.
  - 2º de Voluntarios de Massachusetts.
- II Brigada del coronel Evan Miles, formada por los siguientes regimientos con un total de 1457 hombres.
  - 1º de Infantería.
  - 4º de Infantería.
  - 25º de Infantería.
- III Brigada del general de brigada A.R. Chaffee, formada por los siguientes regimientos con un total de 2026 hombres.
  - 7º Infantería.
  - 11º de Infantería.
  - 17º de Infantería.
- Brigada Independiente del general de brigada J.C. Bates, formada por los siguientes regimientos con un total de 1092 hombres.
  - 3º de Infantería.
  - 20º de Infantería.
- Artillería al mando del Capitán Capron con 4 cañones de 81 mm
- 4 ametralladoras Gatling de 7,62 mm (.30-40 Krag)
- Total: 6899 hombres.

## Despliegue

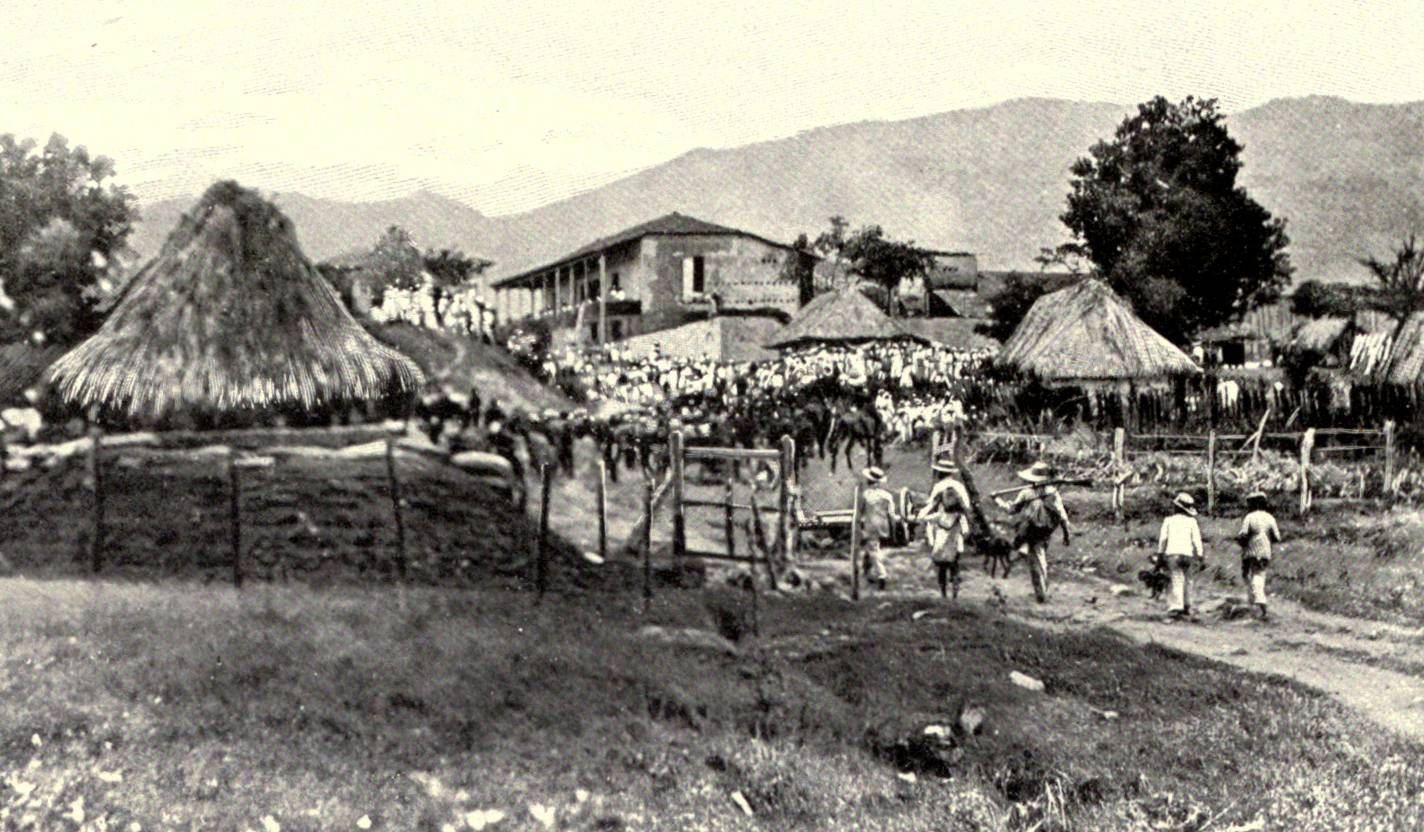
Trincheras españolas en El Caney.

Vara del Rey debía impedir que los estadounidenses se apoderaran de la represa de agua existente de Cuabitas, que abastecía la ciudad de Santiago, y de la vía férrea por donde tenía que llegar el general Escario con refuerzos desde Tempranillo.

"...Aunque no poseían ametralladoras, si que tenían dos cañones de montaña aunque con escasa munición. Sus defensas consistían en seis blocaos de madera con diez o doce hombres cada uno y un fuerte de piedra denominado El Viso. Las casas del pueblo habían sido aspilladas y se abrieron trincheras en el suelo pedregoso, y el juego de unas y otras ofrecía a los defensores un fuego rasante sobre un espacio de entre 600 a 1200 metros; en la punta Nordeste de la posición se encontraba el fuerte de El Viso, guarnecido por 420 hombres, ocupando una colina desde la que se dominan todos los accesos. Las trincheras eran del tipo "carlista", es decir, trincheras en las que la arena excavada, en vez de utilizarse para formar un parapeto delante, como era lo común en aquella época, se tiraba hacia atrás esparciéndola, para hacerlas más difíciles de descubrir. La gran debilidad de la posición de El Caney consistía en que podía dominarse con artillería desde posiciones cercanas situadas en la sierra de Escandell...."
Enciclopedia Militar Española. 

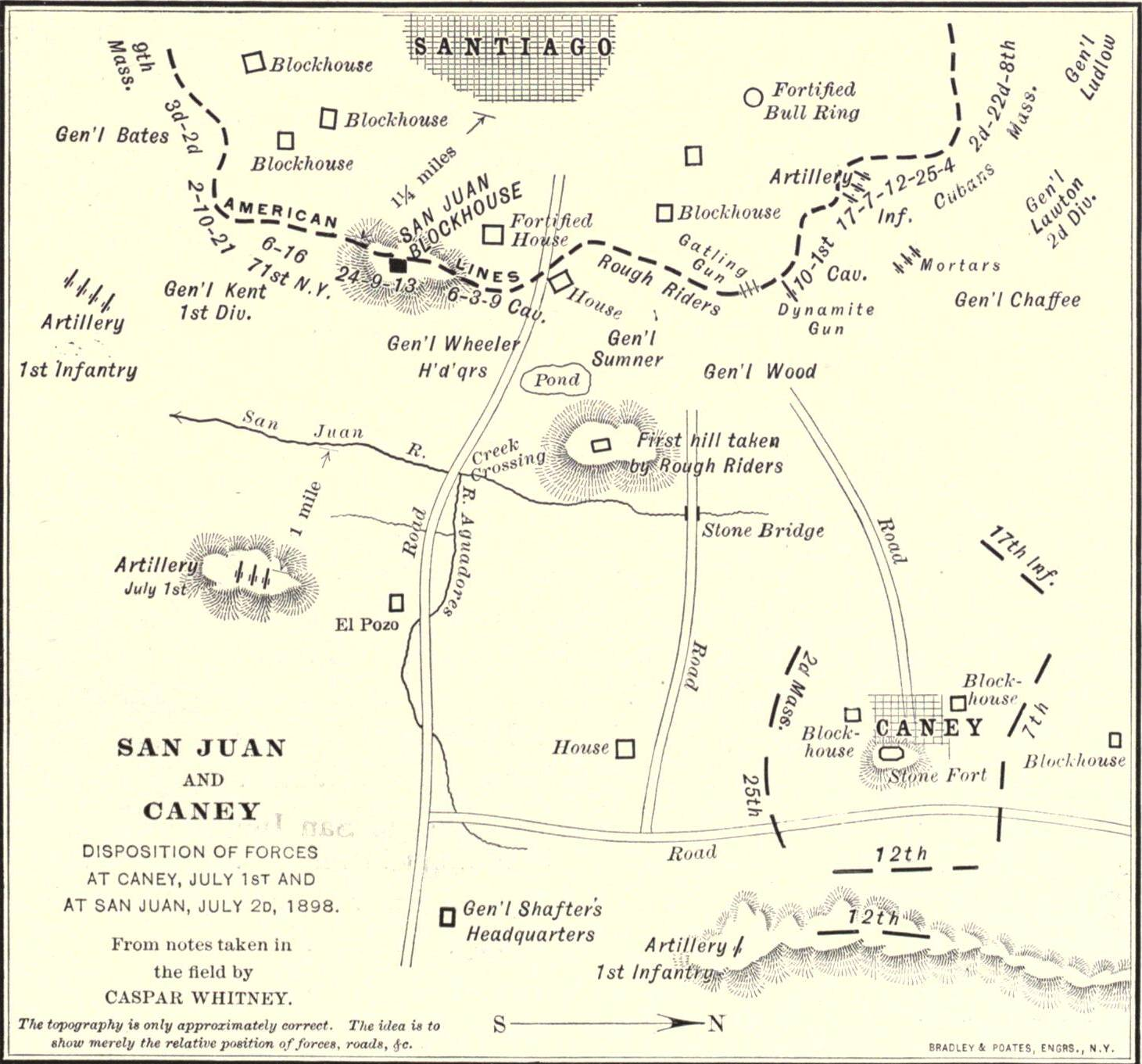
Disposición de las fuerzas en El Caney y San Juan.

Al amanecer del 1 de julio las fuerzas norteamericanas frente a El Caney y las lomas de San Juan estaban desplegadas de la siguiente manera: 
- La III Brigada, al mando del general Chafee, sobre la senda de El Caney a Guantánamo.
- La I Brigada, al mando del general Ludlow, detrás de la III Brigada.
- A la izquierda y a 2 km al norte de Marianage, el 1º de Infantería de la II Brigada y la Batería del Capitán Capron.
- La II Brigada, al mando del general Miles, con dos regimientos desplegados cerca de El Pozo, sobre la orilla derecha del río Aguadores.

- La División de Caballería del general Wheeler, frente a las alturas de San Juan con la Batería Grimes.
- La Brigada Independiente del general Bates, desplegada cerca de Sevilla.
- La Brigada del general Duffield, desplegada frente a Aguadores para atacar esta posición con el apoyo de la artillería naval.

## Batalla
El Fuerte del Viso sobre una colina era una posición importantísima para defender El Caney y estaba defendido por una compañía de soldados veteranos. A pesar de no tener ametralladoras y artillería y de que se les negaran los prometidos refuerzos, Vara del Rey y sus hombres aguantaron contra más de 8000 estadounidenses desde su posición durante casi doce horas, lo que les impidió, abrumadora y radicalmente, hacerse paso a través de las defensas y dirigirse a las colinas de San Juan como se les había pedido desde el mando estadounidense.
Al amanecer, los estadounidenses comenzaron el bombardeo del fuerte El Viso y el pueblo de El Caney. A las 6:30 se inició el avance con el objetivo de que los españoles escapasen sin combatir. Lawton quería conquistar El Caney en una hora, pero el combate duró diez horas y cuarto, demostrando de esta manera la determinación mostrada por los españoles que defendían la posición.
Los hombres de Vara de Rey cumplieron con creces su misión y dieron un ejemplo de lo que una infantería con moral y bien adiestrada es capaz de hacer aun contra fuerzas muy superiores en número.
La propuesta del almirante Cervera de desmontar las ametralladoras Maxim de 7 mm y 11 mm de los buques hubiese dado un giro distinto a la contienda; pero el Ejército Español prefería los cañones de montaña por la naturaleza abrupta del terreno.

## Muertos
Cuarto Ejército de Cuba, I División, I Brigada:
- General de Brigada Joaquín Vara de Rey y Rubio, jefe de la brigada y su ayudante de campo, primer teniente Cesáreo Domínguez Vara.[4]
- Regimiento Infantería de la Constitución n.º 29 , 1° batallón: 
  - Comandantes: Rodrigo Agüero y Rafael Aragón.
  - Segundos tenientes: Alfredo Vara de Rey, sobrino del general; Manuel Morales y Antonio Rubio.
  - Clases de tropa: 31 soldados.

Según Severo Gómez Núñez, comandante de Artillería, licenciado en Ciencias y ex director del Diario del Ejército de La Habana, la relación de muertos españoles fue de un general, dos comandantes, cuatro tenientes y sesenta y un individuos de tropa, con un total de 68, los jefes y oficiales heridos fueron once y ciento diez individuos de tropa que sumaron un total de 121, había que añadir en las bajas dos oficiales que cayeron prisioneros y como desaparecidos dos oficiales, dos segundos tenientes, dos sargentos y siete soldados por lo que desaparecieron en total 11.
El mismo autor, Severo Gómez Núñez, ofrece como datos de los norteamericanos 4 oficiales y 84 muertos, en total 88, y 24 oficiales y 332 soldados heridos lo que supone en total 356 heridos.

## Consecuencias

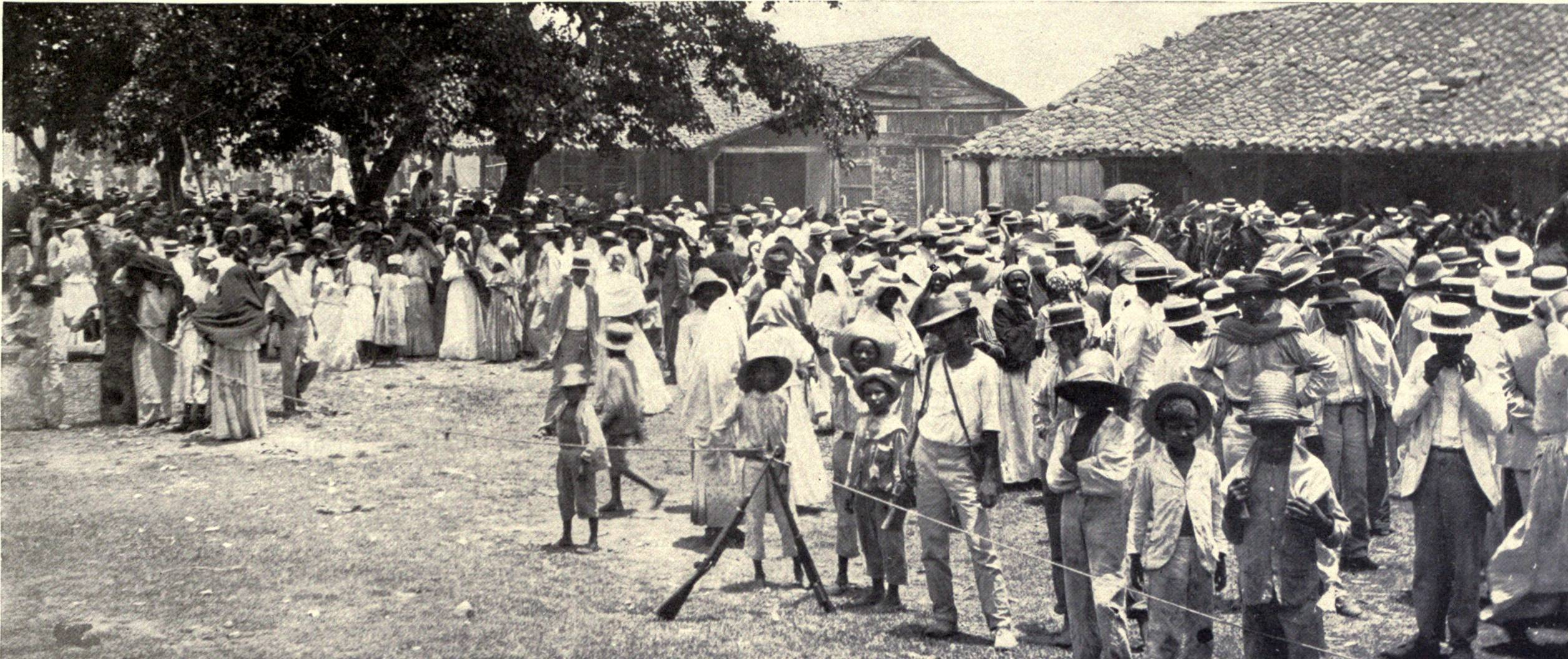
Refugiados procedentes de Santiago de Cuba huyendo de los bombardeos.

Los estadounidenses tuvieron sorprendentes pérdidas: alrededor de 81 muertos y 370 heridos. Las pérdidas cubanas en El Caney no se conocen, pero los cubanos irregulares también sufrieron fuertemente, teniendo alrededor de 150 muertos y heridos ese día.

"...El valor de los españoles es magnífico. Mientras las granadas estallaban sobre la aldea o explotaban contra el fuerte de piedra, mientras la granizada de plomo barría las trincheras buscando cada aspillera, cada grieta, cada esquina, los soldados de ese incomparable Vara de Rey, tranquila y deliberadamente, continuaron durante horas alzándose en sus trincheras y arrojando descarga tras descarga contra los atacantes americanos. Su número decrecía y decrecía, sus trincheras estaban llenas de muertos y heridos, pero, con una determinación y un valor más allá de todo elogio, resistieron los ataques y, durante 8 horas, mantuvieron a raya a más de 10 veces su número, de unas tropas americanas tan valientes como nunca recorrieron un campo de batalla..."
Sargento mayor Herbert Howland.